# 5.ª etapa de la Vuelta a España 2022
La 5.ª etapa de la Vuelta a España 2022 tuvo lugar el 24 de agosto de 2022 entre Irún y Bilbao sobre un recorrido de 187,2 km. El vencedor fue el español Marc Soler del UAE Emirates y el francés Rudy Molard del Groupama-FDJ se convirtió en el nuevo líder de la carrera.

## Clasificación de la etapa
| Irún - Bilbao | etapa de media montaña | (187,2 km) |

| \| Clasificación de la etapa \| Clasificación de la etapa \| Clasificación de la etapa \| Clasificación de la etapa \| Clasificación de la etapa \| \| Ciclista \| Ciclista \| Equipo \| Tiempo \| \| \| ------------------------- \| ------------------------- \| ------------------------- \| ------------------------- \| ------------------------- \| \| 1.º \| Marc Soler \| UAE Team Emirates \| 4 h 15 min 23 s \| \| \| 2.º \| Daryl Impey \| Israel-Premier Tech \| + 4 s \| \| \| 3.º \| Fred Wright \| Bahrain Victorious \| + 4 s \| \| \| 4.º \| Rudy Molard \| Groupama-FDJ \| + 4 s \| \| \| 5.º \| Lawson Craddock \| BikeExchange-Jayco \| + 4 s \| \| \| 6.º \| Nikias Arndt \| Team DSM \| + 4 s \| \| \| 7.º \| Victor Langellotti \| Burgos-BH \| + 4 s \| \| \| 8.º \| Vadim Pronskiy \| Astana Qazaqstan Team \| + 4 s \| \| \| 9.º \| Gregor Mühlberger \| Movistar Team \| + 4 s \| \| \| 10.º \| Roger Adrià \| Equipo Kern Pharma \| + 4 s \| \| |                    |                       |                 |
| |                    |                       |                 |
| Fuente: ProCyclingStats |                    |                       |                 |
| Clasificación de la etapa |                    |                       |                 |
| Ciclista | Ciclista           | Equipo                | Tiempo          |
| 1.º | Marc Soler         | UAE Team Emirates     | 4 h 15 min 23 s |
| 2.º | Daryl Impey        | Israel-Premier Tech   | + 4 s           |
| 3.º | Fred Wright        | Bahrain Victorious    | + 4 s           |
| 4.º | Rudy Molard        | Groupama-FDJ          | + 4 s           |
| 5.º | Lawson Craddock    | BikeExchange-Jayco    | + 4 s           |
| 6.º | Nikias Arndt       | Team DSM              | + 4 s           |
| 7.º | Victor Langellotti | Burgos-BH             | + 4 s           |
| 8.º | Vadim Pronskiy     | Astana Qazaqstan Team | + 4 s           |
| 9.º | Gregor Mühlberger  | Movistar Team         | + 4 s           |
| 10.º | Roger Adrià        | Equipo Kern Pharma    | + 4 s           |

## Clasificaciones al final de la etapa

### Clasificación general
| \| Clasificación general \| Clasificación general \| Clasificación general \| Clasificación general \| Clasificación general \| \| Ciclista \| Ciclista \| Equipo \| Tiempo \| \| \| --------------------- \| --------------------- \| ---------------------- \| --------------------- \| --------------------- \| \| 1.º \| Rudy Molard \| Groupama-FDJ \| 16 h 07 min 22 s \| \| \| 2.º \| Fred Wright \| Bahrain Victorious \| + 2 s \| \| \| 3.º \| Nikias Arndt \| Team DSM \| + 1 min 09 s \| \| \| 4.º \| Lawson Craddock \| BikeExchange-Jayco \| + 2 min 27 s \| \| \| 5.º \| Primož Roglič \| Jumbo-Visma \| + 4 min 09 s \| \| \| 6.º \| Sepp Kuss \| Jumbo-Visma \| + 4 min 22 s \| \| \| 7.º \| Pavel Sivakov \| Ineos Grenadiers \| + 4 min 35 s \| \| \| 8.º \| Tao Geoghegan Hart \| Ineos Grenadiers \| + 4 min 35 s \| \| \| 9.º \| Remco Evenepoel \| Quick-Step Alpha Vinyl \| + 4 min 36 s \| \| \| 10.º \| Richard Carapaz \| Ineos Grenadiers \| + 4 min 42 s \| \| |                    |                        |                  |
| |                    |                        |                  |
| Fuente: ProCyclingStats |                    |                        |                  |
| Clasificación general |                    |                        |                  |
| Ciclista | Ciclista           | Equipo                 | Tiempo           |
| 1.º | Rudy Molard        | Groupama-FDJ           | 16 h 07 min 22 s |
| 2.º | Fred Wright        | Bahrain Victorious     | + 2 s            |
| 3.º | Nikias Arndt       | Team DSM               | + 1 min 09 s     |
| 4.º | Lawson Craddock    | BikeExchange-Jayco     | + 2 min 27 s     |
| 5.º | Primož Roglič      | Jumbo-Visma            | + 4 min 09 s     |
| 6.º | Sepp Kuss          | Jumbo-Visma            | + 4 min 22 s     |
| 7.º | Pavel Sivakov      | Ineos Grenadiers       | + 4 min 35 s     |
| 8.º | Tao Geoghegan Hart | Ineos Grenadiers       | + 4 min 35 s     |
| 9.º | Remco Evenepoel    | Quick-Step Alpha Vinyl | + 4 min 36 s     |
| 10.º | Richard Carapaz    | Ineos Grenadiers       | + 4 min 42 s     |

### Clasificación por puntos
| Clasificación por puntos | Clasificación por puntos | Clasificación por puntos | Clasificación por puntos | Clasificación por puntos |
| Ciclista                 | Ciclista                 | Equipo                   | Puntos                   |                          |
| ------------------------ | ------------------------ | ------------------------ | ------------------------ | ------------------------ |
| 1.º                      | Sam Bennett              | Bora-Hansgrohe           | 127 pts                  |                          |
| 2.º                      | Mads Pedersen            | Trek-Segafredo           | 118 pts                  |                          |
| 3.º                      | Marc Soler               | UAE Team Emirates        | 47 pts                   |                          |
| 4.º                      | Pascal Ackermann         | UAE Team Emirates        | 34 pts                   |                          |
| 5.º                      | Tim Merlier              | Alpecin-Deceuninck       | 34 pts                   |                          |
| 6.º                      | Daniel McLay             | Arkéa-Samsic             | 34 pts                   |                          |
| 7.º                      | Victor Langellotti       | Burgos-BH                | 33 pts                   |                          |
| 8.º                      | Primož Roglič            | Jumbo-Visma              | 30 pts                   |                          |
| 9.º                      | Ethan Hayter             | Ineos Grenadiers         | 30 pts                   |                          |
| 10.º                     | Nikias Arndt             | Team DSM                 | 28 pts                   |                          |

### Clasificación de la montaña
| Clasificación de la montaña | Clasificación de la montaña | Clasificación de la montaña | Clasificación de la montaña | Clasificación de la montaña |
| Ciclista                    | Ciclista                    | Equipo                      | Puntos                      |                             |
| --------------------------- | --------------------------- | --------------------------- | --------------------------- | --------------------------- |
| 1.º                         | Victor Langellotti          | Burgos-BH                   | 13 pts                      |                             |
| 2.º                         | Roger Adrià                 | Equipo Kern Pharma          | 6 pts                       |                             |
| 3.º                         | Lawson Craddock             | BikeExchange-Jayco          | 5 pts                       |                             |
| 4.º                         | Marc Soler                  | UAE Team Emirates           | 5 pts                       |                             |
| 5.º                         | Joan Bou                    | Euskaltel-Euskadi           | 5 pts                       |                             |
| 6.º                         | Rudy Molard                 | Groupama-FDJ                | 4 pts                       |                             |
| 7.º                         | Primož Roglič               | Jumbo-Visma                 | 3 pts                       |                             |
| 8.º                         | Julius van den Berg         | EF Education-EasyPost       | 3 pts                       |                             |
| 9.º                         | Jarrad Drizners             | Lotto-Soudal                | 3 pts                       |                             |
| 10.º                        | Thomas de Gendt             | Lotto-Soudal                | 2 pts                       |                             |

### Clasificación de los jóvenes
| Clasificación del mejor joven | Clasificación del mejor joven | Clasificación del mejor joven | Clasificación del mejor joven | Clasificación del mejor joven |
| Ciclista                      | Ciclista                      | Equipo                        | Tiempo                        |                               |
| ----------------------------- | ----------------------------- | ----------------------------- | ----------------------------- | ----------------------------- |
| 1.º                           | Fred Wright                   | Bahrain Victorious            | 16 h 07 min 24 s              |                               |
| 2.º                           | Pavel Sivakov                 | Ineos Grenadiers              | + 4 min 33 s                  |                               |
| 3.º                           | Remco Evenepoel               | Quick-Step Alpha Vinyl        | + 4 min 34 s                  |                               |
| 4.º                           | Carlos Rodríguez              | Ineos Grenadiers              | + 4 min 40 s                  |                               |
| 5.º                           | João Almeida                  | UAE Team Emirates             | + 5 min 00 s                  |                               |
| 6.º                           | Brandon McNulty               | UAE Team Emirates             | + 5 min 00 s                  |                               |
| 7.º                           | Juan Ayuso                    | UAE Team Emirates             | + 5 min 00 s                  |                               |
| 8.º                           | Sergio Higuita                | Bora-Hansgrohe                | + 5 min 08 s                  |                               |
| 9.º                           | Gino Mäder                    | Bahrain Victorious            | + 5 min 09 s                  |                               |
| 10.º                          | Juan Pedro López              | Trek-Segafredo                | + 5 min 09 s                  |                               |

### Clasificación por equipos
| Clasificación por equipos | Clasificación por equipos | Clasificación por equipos | Clasificación por equipos |
| Equipo                    | Equipo                    | Tiempo                    |                           |
| ------------------------- | ------------------------- | ------------------------- | ------------------------- |
| 1.º                       | Groupama-FDJ              | 47 h 40 min 10 s          |                           |
| 2.º                       | UAE Team Emirates         | + 1 min 27 s              |                           |
| 3.º                       | BikeExchange-Jayco        | + 1 min 29 s              |                           |
| 4.º                       | Movistar Team             | + 1 min 34 s              |                           |
| 5.º                       | Bahrain Victorious        | + 1 min 40 s              |                           |
| 6.º                       | Quick-Step Alpha Vinyl    | + 2 min 12 s              |                           |
| 7.º                       | Astana Qazaqstan Team     | + 2 min 22 s              |                           |
| 8.º                       | Equipo Kern Pharma        | + 2 min 56 s              |                           |
| 9.º                       | Burgos-BH                 | + 3 min 34 s              |                           |
| 10.º                      | Ineos Grenadiers          | + 5 min 55 s              |                           |

## Abandonos
Daan Hoole no tomó la salida tras haber dado positivo en COVID-19.